# والتر جاروود
والتر جاروود (30 أبريل 1849 في المملكة المتحدة - 10 أبريل 1885 في أستراليا) (بالإنجليزية: Walter Garwood)‏ هو لاعب كريكت نيوزلندي.

## وصلات خارجية
- والتر جاروود على موقع إي آس بي آن كريك إنفو (الإنجليزية)